# Куонсетський ангар

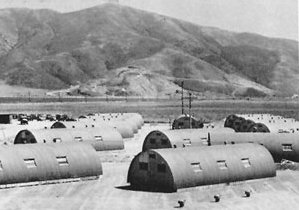
Куонсетські ангари перед горою Лагуна, Пойнт Мугу, 1946 рік.

Куонсетський ангар, Куонсетський збірний модуль (англ. Quonset hut) — ангар напівциліндричної форми з гофрованого заліза. Під час Другої світової війни використовувався як тимчасова армійська казарма або господарська будівля. Перші будівлі такого типу були зібрані 1941 року в містечку Куонсет-Пойнт, шт. Род-Айленд.
Прототипом для конструкції слугував «ніссенівський барак».